# Електроник Артс
Електроник Артс (ЕА, на английски: Electronic Arts, в превод електронни изкуства) е американски разработчик, издател и разпространител на видео игри. Основана и интегрирана на 28 май 1982 г. от Трип Хокинс, компанията е пионер в началото на компютърните игри и е била прочута с популяризирането на дизайнерите и програмистите, отговорни за нейните игри. Тя е един от най-големите производители на видеоигри в света.

## История
Компанията е основана на 28 май 1982 г. от Уилям Хокинс  и се превръща в една от първите компании в игралната индустрия. Той се различава от другите преди всичко по това, че популяризира хората, които работят върху игри - дизайнери и програмисти. Началният капитал, формиран изцяло от личните спестявания на Хокинс, възлиза на 200 хиляди щатски долара. По това време компанията се казва Amazin 'Software.  Първоначално EA  е просто издател на игри. В края на 80-те години компанията започва да разработва поддръжка за конзолни игри. Издателството скоро се разраства и придобива няколко успешни разработчици. До началото на 2000-те EA се превърна в един от най-големите издатели в света и се нарежда  на 3-то място сред тях .През май 2008 г. компанията отчита 4,02 милиарда долара нетни годишни приходи. EA отчита и загуба от 1,08 милиарда долара през март 2009 г. Понастоящем най-успешните продукти на EA са спортни игри, публикувани под етикета EA Sports, игри, базирани на популярни лицензи за филми като Хари Потър , и игри от дългогодишни серии като Need for Speed , FIFA , Medal of Honor . The Sims , Battlefield , и по-късно: Burnout и поредицата Command & Conquer . Те също са разпространители на поредицата Rock Band... На 26 март 2019 г. компанията обявява, че ще закрие офиси в Русия и Япония. EA планира да съкрати 350 души в няколко отдела и да коригира международната си стратегия  .На 14 декември 2020 г. Електроник артс  представя оферта за закупуване на британския разработчик и издател на игри Codemasters. Като част от тази оферта Codemasters се оценява на 1,2 милиарда долара (7,98 долара на акция). Приходите на EA за 2020 г. са 5,7 милиарда долара, само с 0,05% по-добре от година по-рано. Нетната печалба спадна с почти 60% – от 2,8 милиарда долара на 1,2 милиарда долара  

## EA sports
Марката е основана през 1993 г. и е една от най-успешните и добре познати марки сред спортните игри. Марката EA Sports представлява автентични спортни симулатори и официални лицензирани продукти за най-популярните спортове. EA Sports studio във Ванкувър , Канада , използвайки съвременни технологии, като Motion Capturing ( заснемане на движение ), което прави движението на спортистите в играта възможно най-реалистично. Освен това студиото си сътрудничи с много известни спортисти от цял свят.

#### Игри продавани под марката ЕА Sports
- Fifa серии
- NHL серииNBA серии
- NBA серии

## EA Sports Big
През лятото на 2000 г. Electronic Arts представя допълнително марката EA Sports Big, за да отговори на голямото търсене на спортни и развлекателни игри. Марката EA Sports Big е свързана с най-добрите аркадни игри, модерен спорт и спорт. Отличителните черти на марката EA Sports са невероятни трикове, скорост, актуална музика и младежка култура. 

## ЕА
EA (до 2004 г. съществуваше като издънка на EA GAMES) е основната търговска марка на Electronic Arts, под която се пускат голямо разнообразие от игри, които представляват интерес за широка аудитория.EA игри излизат както за компютър, така и за игрови конзоли като PlayStation 2 , Xbox на Microsoft , Nintendo GameCube . EA също така поддържа конзоли от миналото и сегашното поколение като Xbox 360 , Nintendo Wii U , PlayStation 3 , PlayStation 4 , Xbox One и Nintendo Switch .

### Някои игри разработени от ЕА
- UFC
- NHL
- FIFA
- The Sims

## Критика
Според сайта за проучване на The Consumerist  през 2012 и 2013 г. Electronic Arts е призната за „най-лошата компания в Америка“  .

## Връзки
Официален сайт
1. ↑  Electronic Arts EA //  U.S. News.   Посетен на 10 февруари 2019 г.
2. ↑  Electronic Arts (EA) Income Statement – NASDAQ //   NASDAQ. Посетен на 10 февруари 2019 г.
3. ↑  www.sec.gov //   24 май 2023 г.
4. ↑  Electronic Arts Annual Report 2021 SEC 10-K //   (на английски)
5. ↑  Electronic Arts иска да купи разработчика на компютърни игри Codemasters за 1,2 милиарда долара